# Eulophia bouliawongo
Eulophia bouliawongo är en orkidéart som först beskrevs av Heinrich Gustav Reichenbach, och fick sitt nu gällande namn av Jean Raynal. Eulophia bouliawongo ingår i släktet Eulophia och familjen orkidéer. Inga underarter finns listade i Catalogue of Life.